# إن إيه 14 (مانسير-ll)
إم إيه 14 هي دائرة انتخابية للمجلس الوطني في باكستان. وهي تقع في مقاطعة مانسير. كانت تعرف سابقا باسم إم إيه-21 (مانسير-ll) من 1977 إلى 2018. وفي عام 2002 تم تغيير اسمها إلى إم إيه 14 بعد ترسيم الحدود في عام 2018.

## وصلات خارجية
- نتيجة الانتخابات الموقع الرسمي